# Liste des lacs de l'Ontario
Ceci est une liste incomplète des lacs de l'Ontario, une province Canadienne. Il y a plus de 250 000 lacs en Ontario, ce qui représente à près de 20 % de l'approvisionnement mondial en eau douce.

## Statistiques des grands lacs
- Haut – A
- B
- C
- D
- E
- F
- G
- H
- I
- J
- K
- L
- M
- N
- O
- P
- Q
- R
- S
- T
- U
- V
- W
- X
- Y
- Z

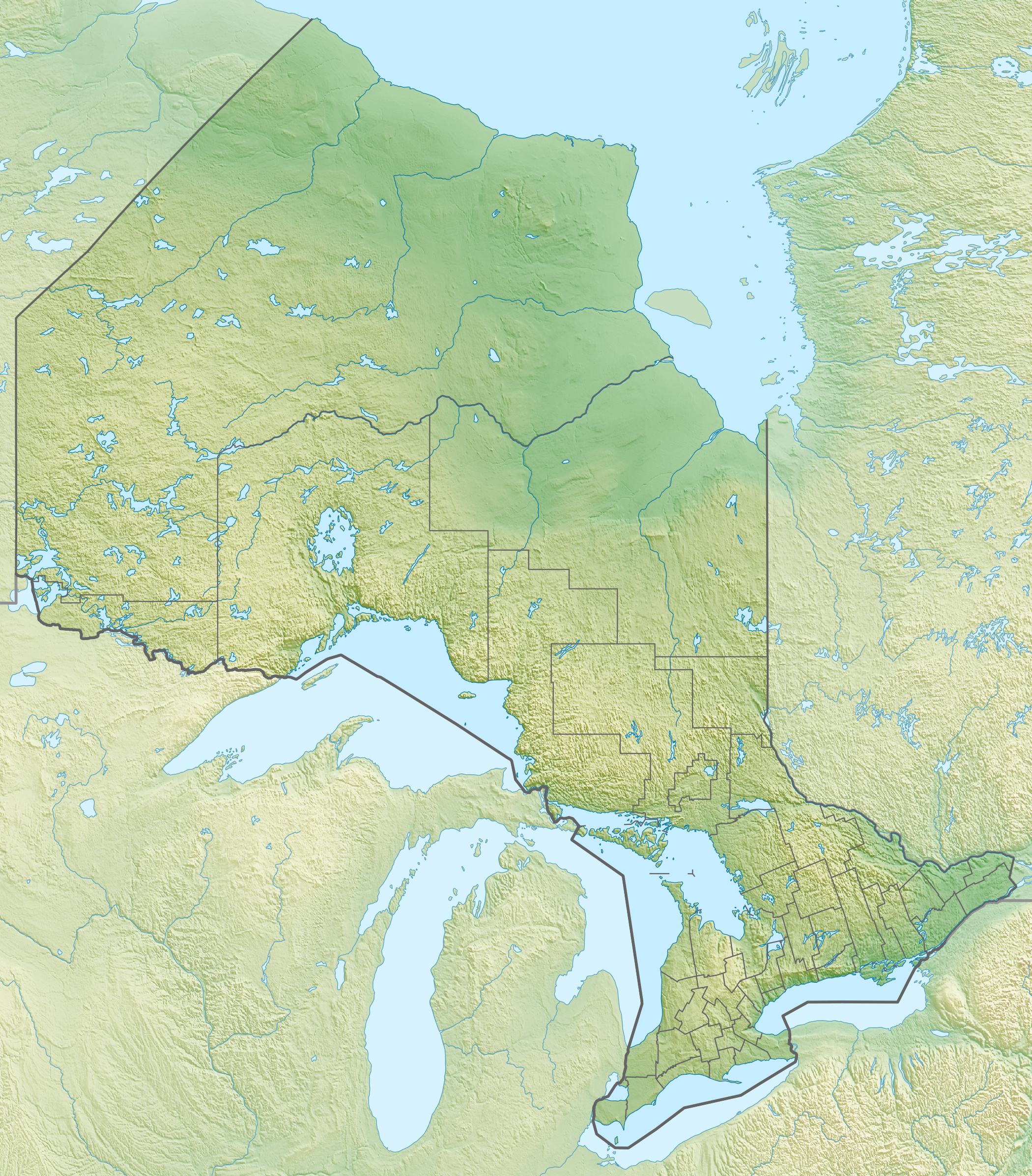
Carte du relief de l'Ontario

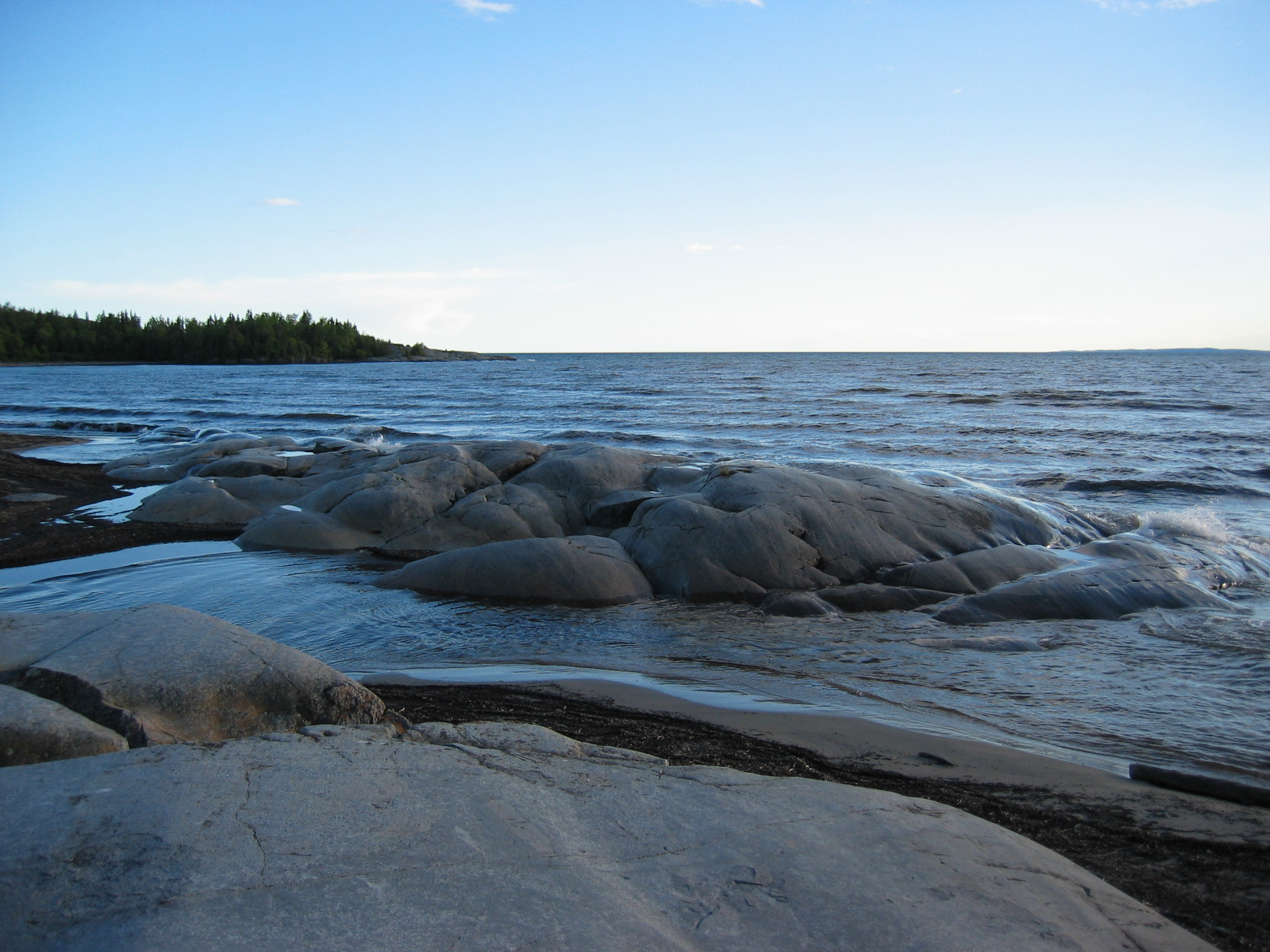
Lac Supérieur au parc provincial Neys en Ontario

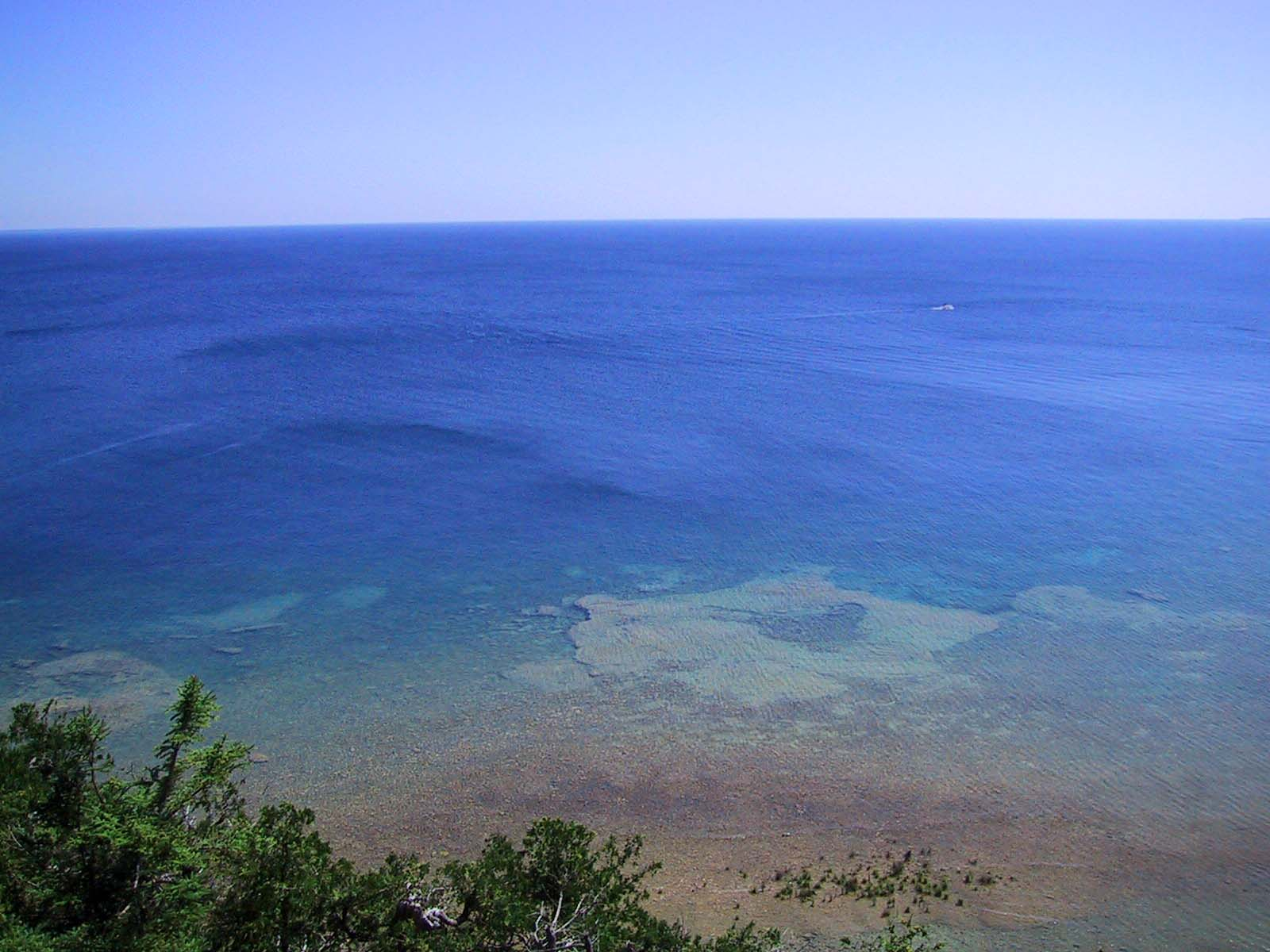
Lac Huron

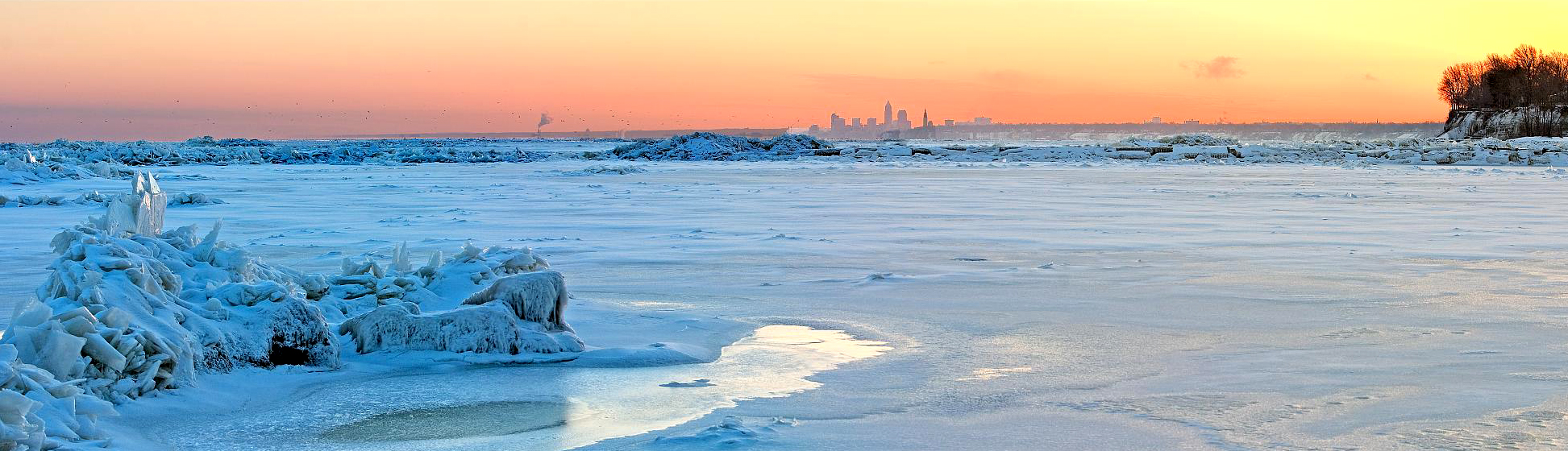
Lac Érié gelé

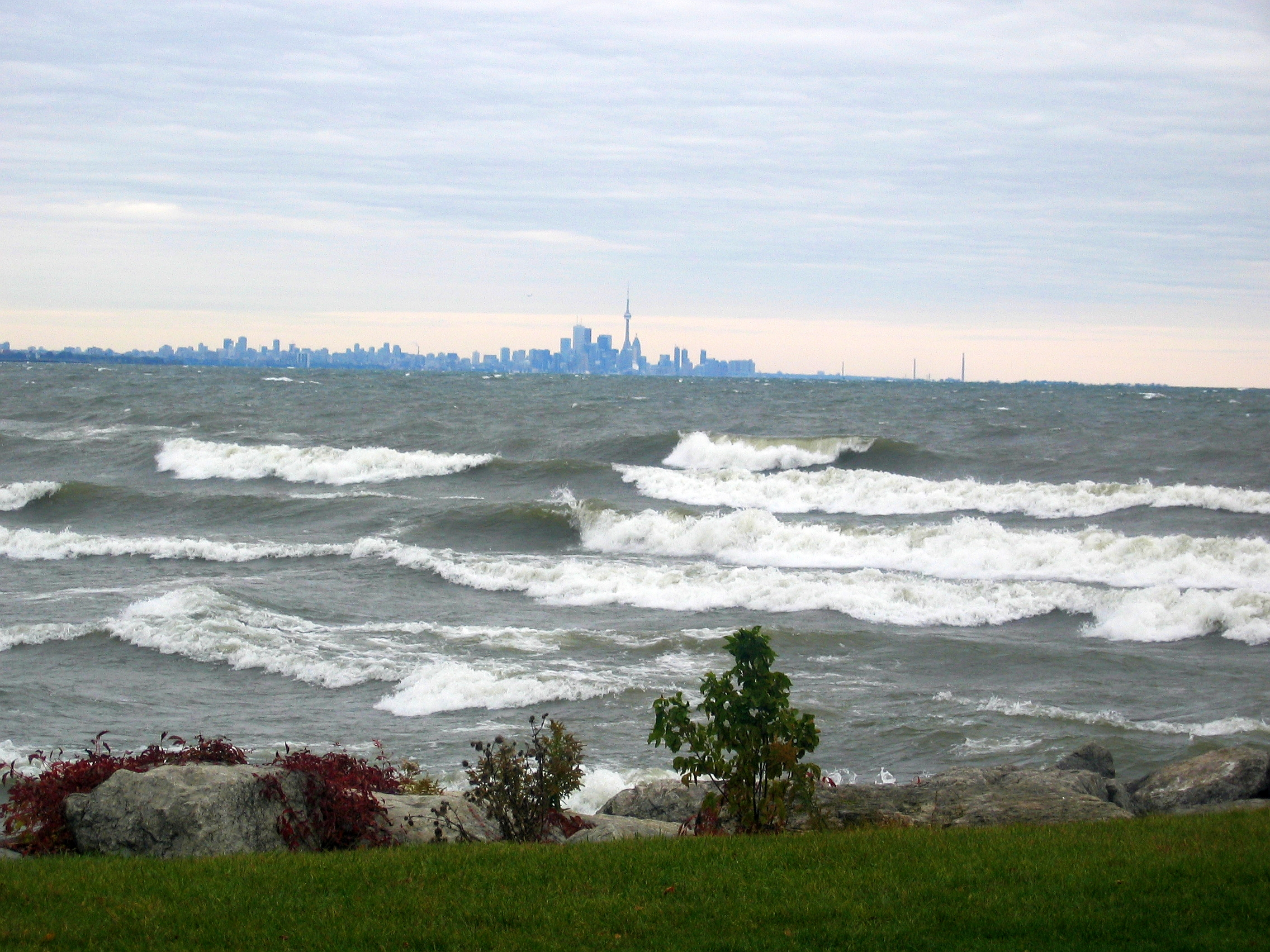
Regard vers l'est à travers le lac Ontario jusqu'à Toronto

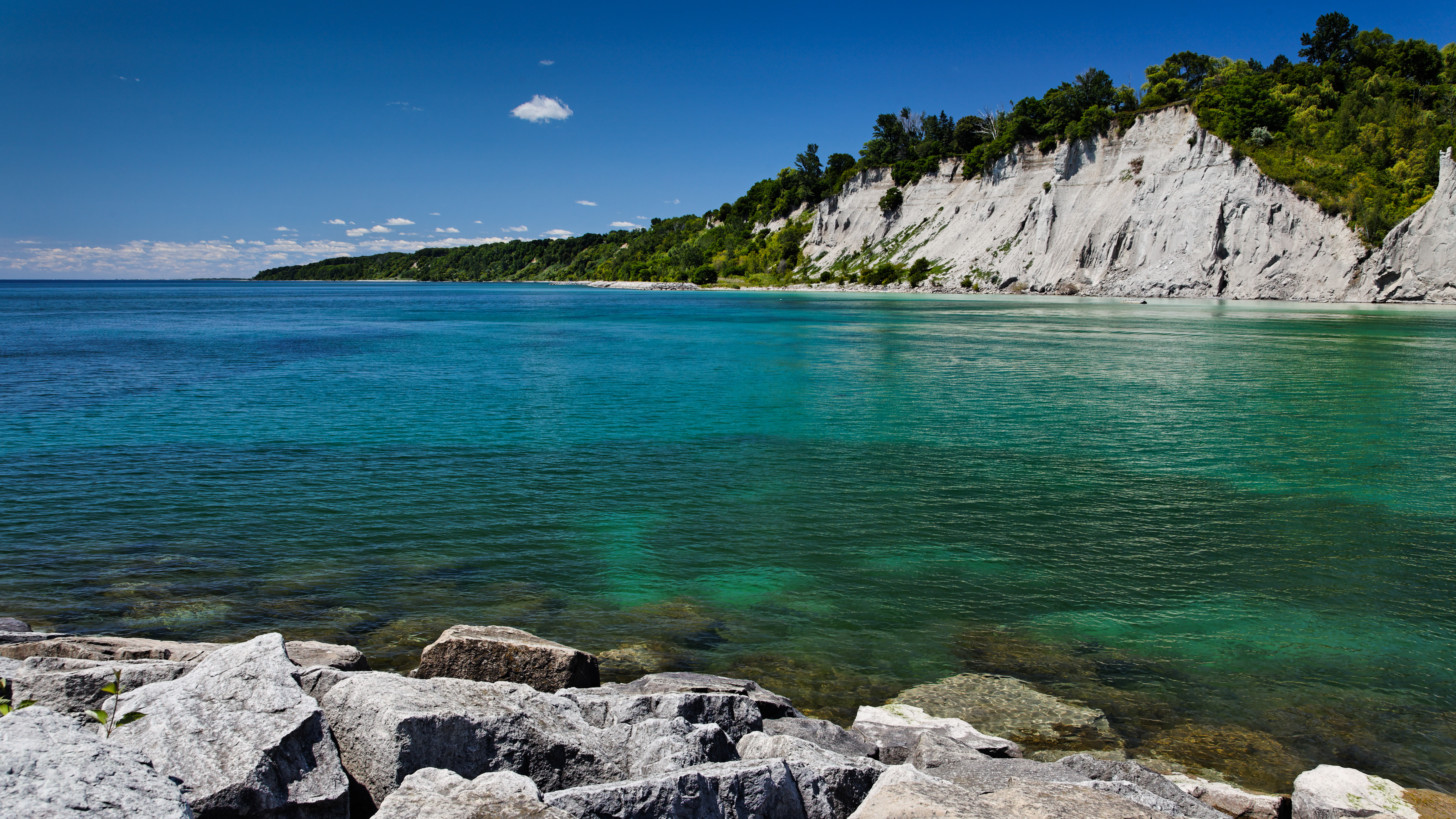
Falaises de Scarborough Lac Ontario

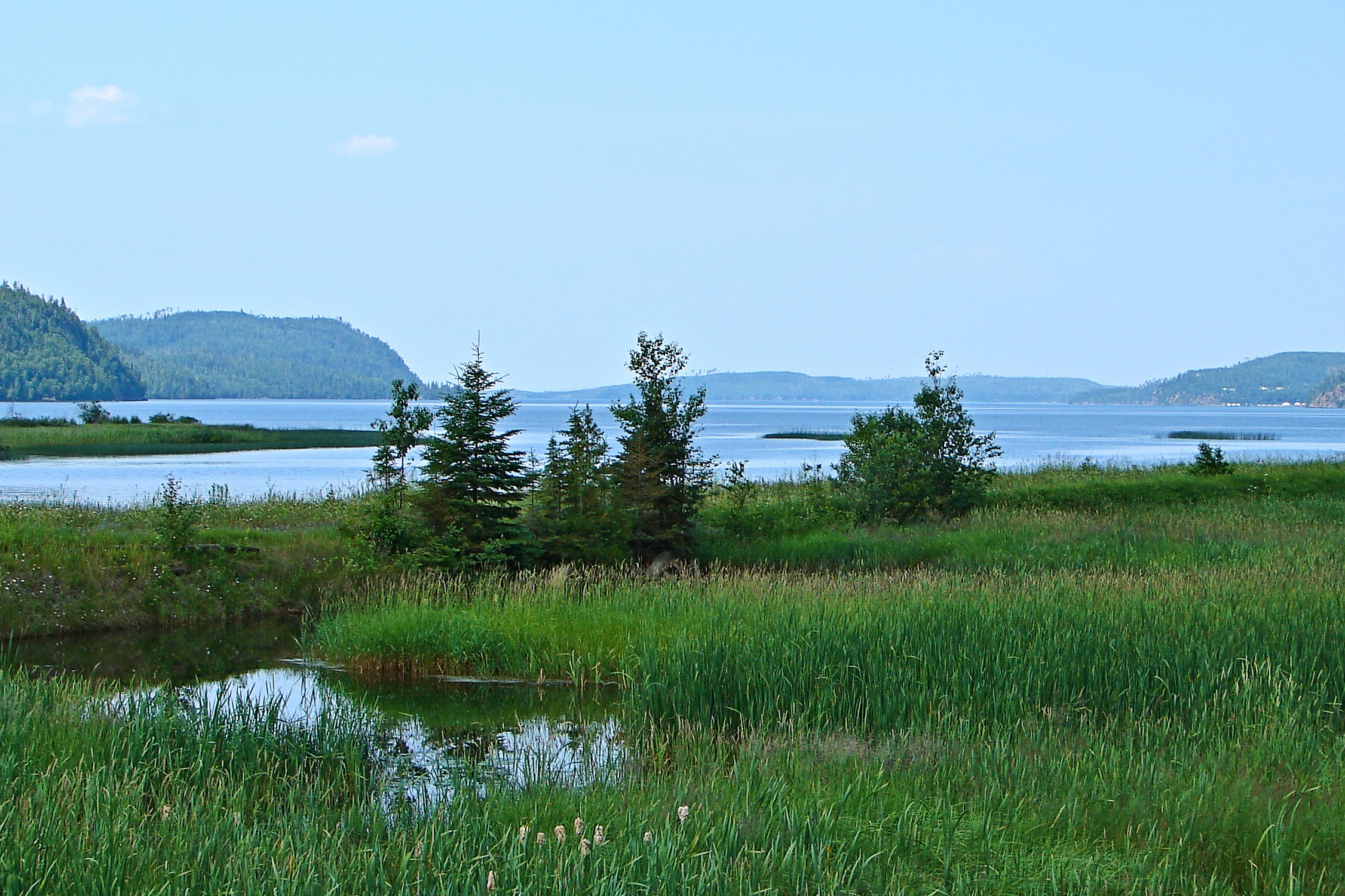
Lac Nipigon

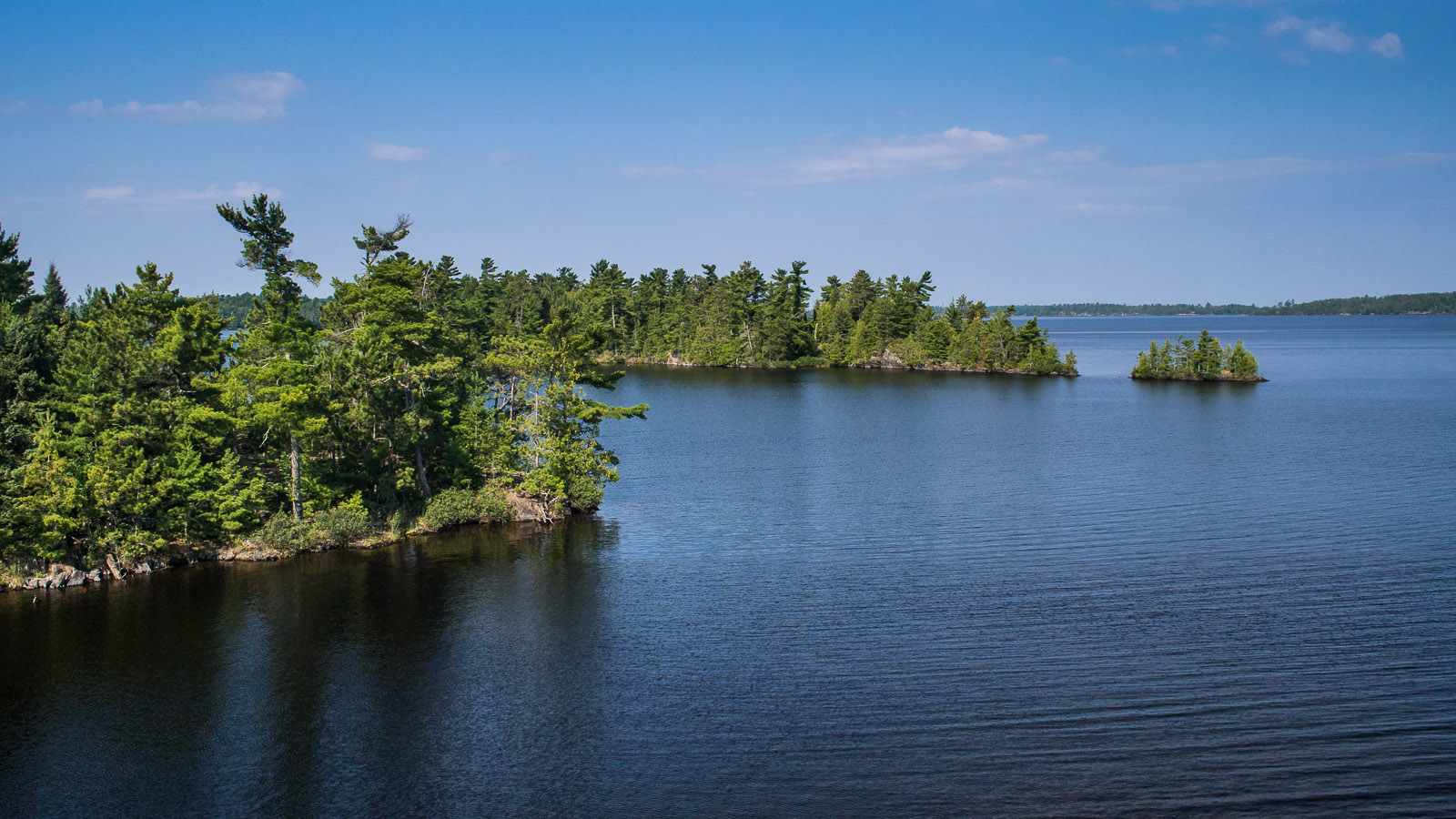
Le lac Rainy depuis le canal Tango

Il s'agit d'une liste des lacs de l'Ontario dont la superficie est supérieur a 400 km,,.
| Lake              | Area (including islands)  | Altitude         | Depth max.       | Volume                   |
| ----------------- | ------------------------- | ---------------- | ---------------- | ------------------------ |
| Lake Superior     | 82 100 km2 (31 700 sq mi) | 184 m (604 ft)   | 406 m (1 332 ft) | 12 000 km3 (2 900 cu mi) |
| Lake Huron        | 59 600 km2 (23 000 sq mi) | 177 m (581 ft)   | 229 m (751 ft)   | 3 543 km3 (850 cu mi)    |
| Lake Erie         | 25 700 km2 (9 900 sq mi)  | 174 m (571 ft)   | 64 m (210 ft)    | 480 km3 (120 cu mi)      |
| Lake Ontario      | 18 960 km2 (7 320 sq mi)  | 75 m (246 ft)    | 244 m (801 ft)   | 1 640 km3 (390 cu mi)    |
| Lake Nipigon,     | 4 848 km2 (1 872 sq mi)   | 260 m (850 ft)   | 165 m (541 ft)   | 248 km3 (59 cu mi)       |
| Lake of the Woods | 3 150 km2 (1 220 sq mi)   | 323 m (1 060 ft) | 64 m (210 ft)    |                          |
| Lac Seul,         | 1 657 km2 (640 sq mi)     | 357 m (1 171 ft) | 47,2 m (155 ft)  | 15 km3 (3,6 cu mi)       |
| Lake St. Clair    | 1 114 km2 (430 sq mi)     | 175 m (574 ft)   | 8,2 m (27 ft)    | 3,4 km3 (0,82 cu mi)     |
| Rainy Lake,       | 932 km2 (360 sq mi)       | 338 m (1 109 ft) | 50 m (160 ft)    |                          |
| Lake Abitibi,     | 931 km2 (359 sq mi)       | 265 m (869 ft)   | 10 m (33 ft)     |                          |
| Lake Nipissing,   | 832 km2 (321 sq mi)       | 196 m (643 ft)   | 69 m (226 ft)    | 3,8 km3 (0,91 cu mi)     |
| Lake Simcoe       | 744 km2 (287 sq mi)       | 219 m (719 ft)   | 41 m (135 ft)    | 11,6 km3 (2,8 cu mi)     |
| Big Trout Lake,   | 661 km2 (255 sq mi)       | 213 m (699 ft)   | 39,6 m (130 ft)  |                          |
| Sandy Lake,       | 527 km2 (203 sq mi)       | 276 m (906 ft)   | 41,8 m (137 ft)  | 2,72 km3 (0,65 cu mi)    |
| Lake St. Joseph   | 493 km2 (190 sq mi)       | 371 m (1 217 ft) |                  |                          |

## Statistiques sur les grands lacs
- Lac 24 milles[4]

## G
- Lac Gananoque
- Lac Garson
- Lac Gathering
- Lac Gibson (homonymie), plusieurs lacs
- Lac Gibson (Grand Sudbury)
- Lac Gillies
- Gloucester Pool
- Lac Go Home
- Lac Golden
- Lac Gordon
- Lac Ghost
- Lac Gould (homonymie), plusieurs lacs
- Lac Green
- Lac Grundy
- Lac Guelph
- Lac Gull (Ontario)
- Lac Gullrock
- Lac Gunter

## H
- Lac Halet
- Lac Halls (comté de Haliburton)
- Lac Hammer
- Lac Head (lacs Kawartha)
- Lac Head (comté de Haliburton)
- Lac Heart
- Lac Herbert
- Lac Holden
- Lac Huron
- Lac Horseshoe, plusieurs lacs

- Lac Inn
- Lac indian
- Lac Innis
- Lac Irwin
- Lac Ivanhoe

## J
- Lac Jack
- Lac Jeff[5]
- Lac Joseph
- Lac Jules[6]
- Lac Jumping Cariboo

## K
- Lac Kabinakagami
- Lac Kagawong
- Lac Kahshe
- Lac Kamaniskeg
- Lac Kashagawigamog
- Lac Kashwakamak
- Lac Kasshabog
- Lac Kawagama
- Lacs Kawartha
- Lac Kelso
- Lac Kennisis
- Lac Kesagami
- Lac Kimber
- Lac Kushog
- Lac Kairiskons
- Lac Kishkatina

## L
- Lac Lady Evelyn
- Lac des bois
- Lac Larder
- Lac Little Branch
- Lac Little (Peterborough)
- Lac Little Moose[7]
- Lac Little Papineau
- Lac Little Sachigo
- Lac Little Sucker[8]
- Lac Little Yirkie
- Lac Linklater
- Lac Limerick
- Lac Long
- Lac Loughborough
- Lac Lower Beverley
- Lac Lower Buckhorn

## M
- Lac Mabel
- Lac MacDowell
- Lac Madawaska

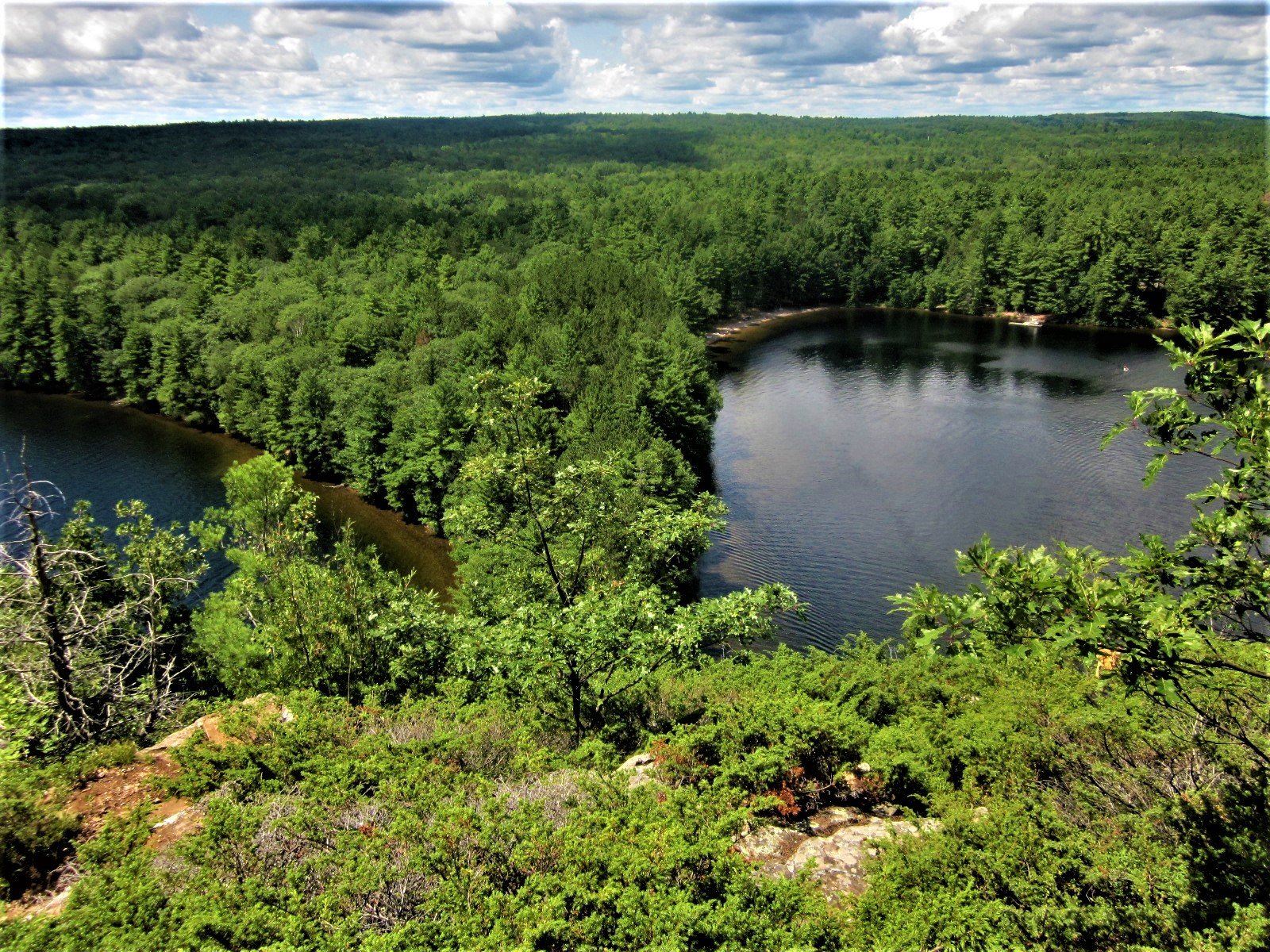
Lac Mazinaw

- Lac Mameigwess (district nord de Kenora)
- Lac Mameigwess (district sud de Kenora)
- Lac Manitou
- Lac Manitouwabing
- Lac Maple
- Lac Marmion
- Lac Mary
- Lac Matinenda
- Lac Maul
- Lac Maynard
- Lac Mazinaw
- Lac McArthur
- Lac McKay (Ottawa)
- Lac McKay (rivière Pic)
- Lac McLaren[9]
- Lac Mill
- Lac des Mille Lacs
- Lac Mirror[10]
- Lac Mississauga
- Lac Mississippi
- Lac Mindemoya
- Lac Minnitaki
- Lac Missisa
- Lac Mojikit
- Lac Mong[11]
- Lac Morrison
- Lac Mountain
- Lac Mozhabong
- Lac Mud
- Lac Muldrew
- Lac Muskoka
- Lac Muskrat

## N
- Lac Nameless (district de Sudbury)
- Lac Net
- Lac Nettleton
- Lac Nicholls
- Lac Night Hawk
- Lac Nipigon
- Lac Nipissing
- Lac North Caribou
- Lac Nosbonsing
- Lac Nungesser
- Lac Nishin

## O
- Lac Oak
- Lac Oba - Nord
- Lac Oba - Sud
- Lac Octopus
- Lac Odessa
- Lac Of Bays (district de Kenora)
- Lac Of Bays (lac Muskoka)
- Lac Ogoki
- Lac Old Man's
- Lac Onaman
- Lac Onigam
- Lac Onion
- Lac Ontario
- Lac Opeongo
- Lac Opinicon
- Lac Otter Tail
- Lac Ottertooth[12]
- Lac Otty
- Lac Ozhiski

## P
- Lac Packsack[13]
- Lac Panache
- Lac Paint
- Lac Pakeshkag
- Lac Papineau
- Lac Paudash
- Lac Peninsula
- Lac Perch
- Lac Pelican
- Lac Percy
- Lac Peters (district de Sudbury)
- Lac Pierce
- Lac Pierre
- Lac Pike
- Lac Pigeon
- Lac Pog
- Lac Pokei
- Lac Portage
- Lac Pot[14]
- Lac Priamo
- Lac Professor's
- Lac Pumphouse[15]
- Lac Puslinch
- Lac Pine[16]

## R
- Lac Rainbow[17]
- Lac à la Pluie
- Lac Ramsey
- Lac Rebecca, plusieurs lacs
- Lac Redbridge[18]
- Lac Red Cedar
- Lac Red Squirrel
- Lac Redstone (comté de Haliburton)
- Lac Redstone (district de Sudbury)
- Lac Restoule
- Lac Rice
- Grand Lac Rideau
- Lac Ril
- Lac Riley (district de Kenora)
- Lac Riley (Muskoka)
- Lac Rock (Parc Algonquin)
- Lac Rock (district de Kenora)
- Lac Rosalind
- Lac Rosseau
- Lac Round
- Lac Ruth

## S
- Lac Saskatchewan
- Lac Sachigo
- Saint François
- Lac Salerno
- Lac Salmon
- Lac Sand, de nombreux lacs portant ce nom
- Lac Sand Pits
- Lac Sandy (district d'Algoma)
- Lac Sandy
- Lac Savant
- Lac Sawyer
- Lac Scugog
- Lac Seseganaga
- Lac Seul
- Lac Severn
- Lac Seymour (homonymie), plusieurs lacs portant ce nom
- Lac Sharbot
- Lac Shibogama
- Lac Shoal
- Lac Shutze
- Lac Simcoe
- Lac Six Mile
- Lac Skeleton
- Lac Skootamatta
- Lac Smoothrock
- Lac Snider
- Lac Soap
- Lac South Summit
- Lac Sparrow
- Lac Spotter
- Lac Spring
- Lac Steel (Ontario)
- Lac Steve[19]
- Lac Stoco
- Lac Sainte-Claire
- Lac St. Joe
- Lac Saint-Joseph
- Lac St. Peter
- Lac Stony
- Lac Sturgeon
- Lac Sunfish
- Lac Supérieur
- Lac Sydenham
- Lac Syrette

## T
- Lac Talon
- Lac Tangamong
- Lac Témagami
- Lac Tetapaga
- Lac Tetu
- Lac the third
- Lac Thirty Island
- Lac Témiscamingue
- Lac Triangle (Ontario)
- Lac Trout (district d'Algoma)[20]
- Lac Trout (District de Nipissing)
- Lac Tunnel
- Lac Turtle
- Lac Twelve Mile (Ontario)
- Lac Twin Narrows[21]
- Lac Two Islands
- Lac Twoline[22]

## U
- Lac Ulster (district de Kenora)
- Lac Upper Algocen[23]
- Lac Upper Beverley
- Lac Upper Nishin
- Lac Upper Redwater
- Lac Upper Rideau
- Lac Umfreville

## W
- Lac Wabatongushi
- Lac Wabigoon
- Lac Wahwashkesh
- Lac Wanapitei
- Lac Wapikopa
- Lac Wawa
- Lac Weagamow
- Lac West shining tree
- Lac Whiddon
- Lac White
- Lac Whiteclay
- Lac White Otter
- Lac Whitewater
- Lac Widdifield[24]
- Lac Willard
- Lac Windermere
- Lac Wintering
- Lac Windigo
- Lac Windy
- Lac Winisk
- Lac Wolfe
- Lac Wolsey
- Lac Wood
- Lac Wunnummin

## Y
- Lac Yorkend

## Z
- Lac de Zionz

## Sources
- (en) Cet article est partiellement ou en totalité issu de l’article de Wikipédia en anglais intitulé « List of lakes of Ontario » (voir la liste des auteurs).

1. 1 2 3 4 5 6 7 8 9 10  « Principal lakes, elevation and area, by province and territory », Statistics Canada, 2 février 2005 (consulté le 11 mars 2015)
2. 1 2 3 4 5  « Great Lakes Factsheet No. 1 » (consulté le 21 mars 2015)
3. 1 2 3 4 5 6 7 8  « World Lake Database (Lakes in Canada) » [archive du 14 mars 2016] (consulté le 21 février 2015)
4. ↑  « 24 Mile Lake », Geographical Names Data Base, Natural Resources Canada
5. ↑  « Place names - Jeff Lake »
6. ↑  « Place names - Jules Lake »
7. ↑  « Place names - Little Moose Lake »
8. ↑  « Place names - Little Sucker Lake »
9. ↑  « Place names - McLaren Lake »
10. ↑  « Place names - Mirror Lake »
11. ↑  « Place names - Mong Lake »
12. ↑  « Place names - Ottertooth Lake »
13. ↑  « Place names - Packsack Lake »
14. ↑  « Place names - Pot Lake »
15. ↑  « Place names - Pumphouse Lake »
16. ↑  Government of Canada, « Place names - Pine Lake », www4.rncan.gc.ca (consulté le 26 octobre 2021)
17. ↑  « Place names - Rainbow Lake »
18. ↑  « Place names - Redbridge Lake »
19. ↑  « Place names - Steve Lake »
20. ↑  « Place names - Trout Lake »
21. ↑  « Place names - Twin Narrows Lake »
22. ↑  « Place names - Twoline Lake »
23. ↑  « Place names - Upper Algocen Lake »
24. ↑  « Place names - Widdifield Lake »